# Ancienne chambre de commerce et d'industrie de Tourcoing
L'ancienne chambre de commerce et d'industrie de Tourcoing est un édifice de style néo-renaissance flamande construit entre 1903 et 1906 par l'architecte Charles Planckaert dans le centre-ville de Tourcoing, place Charles et Albert Roussel. Bien qu'elle présente de nombreuses similitudes avec la chambre de commerce de Lille construite par Louis Marie Cordonnier, celle de Tourcoing fut édifiée quelques années avant elle.

## Description
L'édifice, alliant la pierre et la brique dans un style néo-flamand, comporte un beffroi d'angle. La pierre traitée en bossage domine dans le soubassement, l'aspect sévère de ce dernier est contrebalancé par la présence de la brique et d'une pierre calcaire blonde aux niveaux supérieurs. On y retrouve des fenêtres à meneaux ainsi que des frontons brisés surmontés d'un oculus. L'étage en attique est couronné par des lucarnes aux formes diverses, dont certaines comportent un obélisque. Il fut édifié à la gloire de la prospérité de Tourcoing à l'occasion de l'Exposition internationale des Industries textiles de 1906. L'architecte Charles Planckaert a tenu à ne pas être payé pour son travail, se contentant du bonheur qu'il éprouvait à servir sa commune. Le beffroi, terminé en 1910, est haut de 50 mètres. Il est prévu de transformer l'édifice en hôtel de luxe d'ici 2026, le groupe Centaurus ayant annoncé la création d'un nouvel établissement Maison Albar Hotels dans les locaux de l'ancienne chambre de commerce,,.